# Скржути
Скржути је насеље у Србији у општини Ужице у Златиборском округу. Према попису из 2022. године било је 423 становникa. Према попису из 2002. било је 667 становника (према попису из 1991. било је 817 становника).

## Демографија
У насељу Скржути живи 565 пунолетних становника, а просечна старост становништва износи 46,8 година (44,6 код мушкараца и 48,9 код жена). У насељу има 232 домаћинства, а просечан број чланова по домаћинству је 2,88.
Ово насеље је великим делом насељено Србима (према попису из 2002. године).
|  |

| Демографија | Демографија | Демографија |
| Година      | Становника  | Становника  |
| ----------- | ----------- | ----------- |
| 1948.       | 1.472       |             |
| 1953.       | 1.440       |             |
| 1961.       | 1.306       |             |
| 1971.       | 1.164       |             |
| 1981.       | 1.020       |             |
| 1991.       | 817         | 817         |
| 2002.       | 667         | 679         |

| Етнички састав према попису из 2002.‍ | Етнички састав према попису из 2002.‍ | Етнички састав према попису из 2002.‍ | Етнички састав према попису из 2002.‍ | Етнички састав према попису из 2002.‍ |
| ------------------------------------ | ------------------------------------ | ------------------------------------ | ------------------------------------ | ------------------------------------ |
|                                      |                                      |                                      |                                      |                                      |
| Срби                                 | Срби                                 |                                      | 663                                  | 99,40%                               |
| Црногорци                            | Црногорци                            |                                      | 3                                    | 0,44%                                |
| Македонци                            | Македонци                            |                                      | 1                                    | 0,14%                                |
| непознато                            | непознато                            |                                      | 0                                    | 0,0%                                 |

| Година пописа     | 1948. | 1953. | 1961. | 1971. | 1981. | 1991. | 2002. |
| ----------------- | ----- | ----- | ----- | ----- | ----- | ----- | ----- |
| Број домаћинстава | 250   | 253   | 277   | 274   | 269   | 259   | 232   |

| Број чланова      | 1  | 2  | 3  | 4  | 5  | 6  | 7 | 8 | 9 | 10 и више | Просек |
| ----------------- | -- | -- | -- | -- | -- | -- | - | - | - | --------- | ------ |
| Број домаћинстава | 67 | 64 | 20 | 35 | 19 | 17 | 8 | 1 | 0 | 1         | 2,88   |

| Пол    | Укупно | Неожењен/Неудата | Ожењен/Удата | Удовац/Удовица | Разведен/Разведена | Непознато |
| ------ | ------ | ---------------- | ------------ | -------------- | ------------------ | --------- |
| Мушки  | 281    | 79               | 182          | 17             | 3                  | 0         |
| Женски | 302    | 33               | 176          | 84             | 9                  | 0         |
| УКУПНО | 583    | 112              | 358          | 101            | 12                 | 0         |

| Пол    | Укупно                    | Пољопривреда, лов и шумарство | Рибарство                            | Вађење руде и камена | Прерађивачка индустрија       |
| ------ | ------------------------- | ----------------------------- | ------------------------------------ | -------------------- | ----------------------------- |
| Мушки  | 184                       | 89                            | 0                                    | 0                    | 50                            |
| Женски | 111                       | 80                            | 0                                    | 0                    | 13                            |
| УКУПНО | 295                       | 169                           | 0                                    | 0                    | 63                            |
| Пол    | Производња и снабдевање   | Грађевинарство                | Трговина                             | Хотели и ресторани   | Саобраћај, складиштење и везе |
| Мушки  | 2                         | 11                            | 15                                   | 4                    | 3                             |
| Женски | 0                         | 0                             | 4                                    | 2                    | 0                             |
| УКУПНО | 2                         | 11                            | 19                                   | 6                    | 3                             |
| Пол    | Финансијско посредовање   | Некретнине                    | Државна управа и одбрана             | Образовање           | Здравствени и социјални рад   |
| Мушки  | 0                         | 2                             | 2                                    | 3                    | 2                             |
| Женски | 0                         | 0                             | 1                                    | 6                    | 5                             |
| УКУПНО | 0                         | 2                             | 3                                    | 9                    | 7                             |
| Пол    | Остале услужне активности | Приватна домаћинства          | Екстериторијалне организације и тела | Непознато            | Непознато                     |
| Мушки  | 1                         | 0                             | 0                                    | 0                    | 0                             |
| Женски | 0                         | 0                             | 0                                    | 0                    | 0                             |
| УКУПНО | 1                         | 0                             | 0                                    | 0                    | 0                             |